# Szilsárkány
Szilsárkány è un comune di 681 abitanti situato nella contea di Győr-Moson-Sopron, nell'Ungheria nordoccidentale.